# Ventouse obstétricale
Pour les articles homonymes, voir Ventouse.

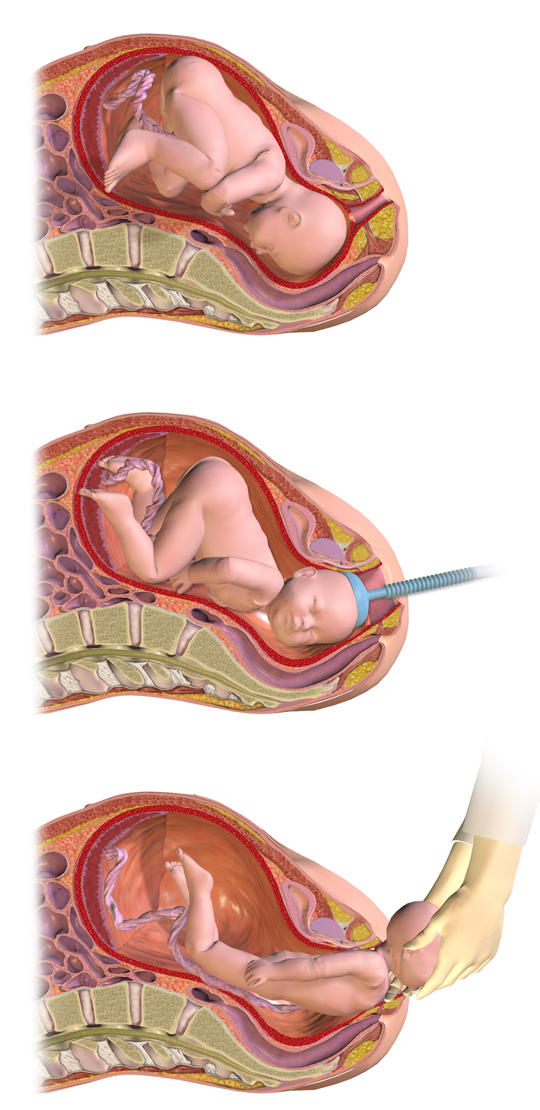
La ventouse obstétricale

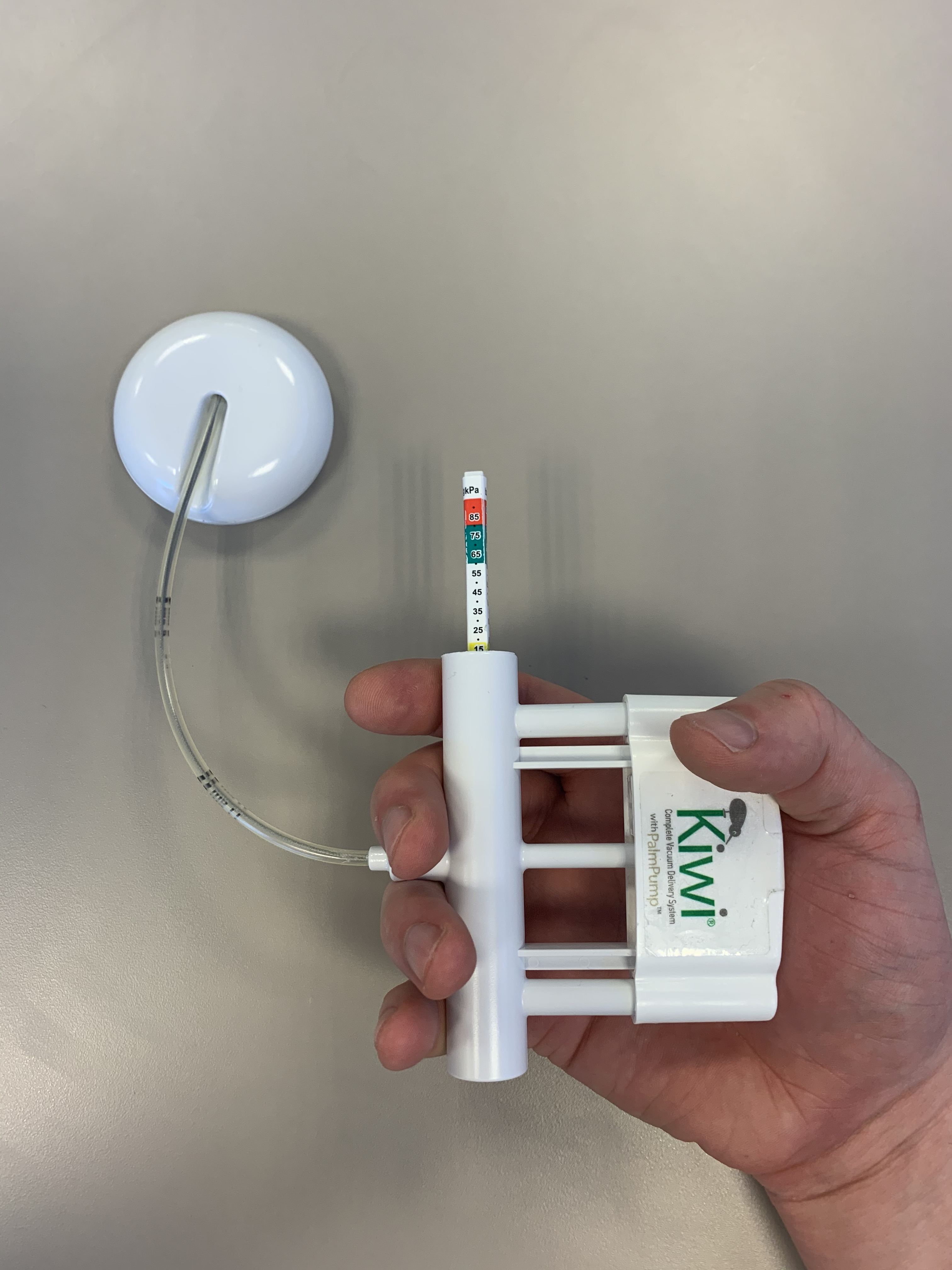
Vacuum extractor

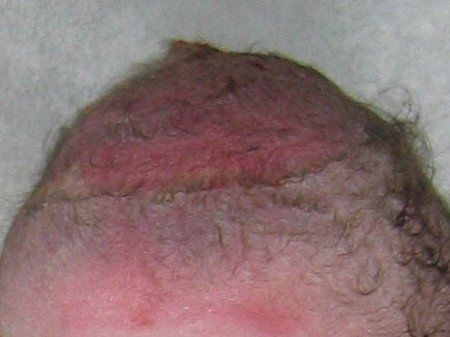
Photo du crane d'un nouveau-né montrant la marque laissée par la ventouse (chignon). Les traces ont disparu après 48 heures.

La ventouse obstétricale, aussi appelée en anglais vacuum extractor, est un instrument d'extraction du fœtus par voie vaginale lors d'un accouchement.
Il s'agit d'une simple cupule métallique ou siliconée, qu'on place sur la voûte crânienne de l'enfant après l'avoir introduit dans le vagin maternel. La préhension est assurée par un tuyau qui relie la ventouse à un appareil à dépression à côté de la table d'accouchement. La ventouse adhère donc à la peau du crâne (le scalp fœtal) uniquement par pression atmosphérique.
L'opérateur agit sur cet instrument par l'intermédiaire d'un fil de traction solidaire de la cupule. Contrairement aux forceps, cet instrument ne permet pas d'exercer une traction sur l'enfant pour le tirer hors des voies génitales féminines. Il sert essentiellement à fléchir la tête de l'enfant, réduisant alors les dimensions du pôle céphalique fœtal, pour permettre une progression plus facile. Pour être efficace, la cupule doit être posée sur la petite fontanelle (fontanelle lambdatique). En effet une ventouse mal posée entraine une déflexion (avec augmentation des dimensions du pôle céphalique) de la tête fœtale augmentant les difficultés d'accouchements. L'essentiel de l'effort qui va permettre à l'enfant de naître est réalisé par l'utérus lui-même grâce à ses contractions et par les efforts expulsifs de la mère.
La ventouse laisse sur le crâne fœtal une « bosse » bénigne, qui disparaît habituellement en 24 à 48 heures.